# Harry Winks
Harry Winks (Hemel Hempstead, 2 de fevereiro de 1996) é um futebolista inglês que atua como volante. Atualmente defende o Leicester City.

## Carreira
Cria da base do Tottenham Hotspur, Winks estreou pelo profissional do clube na temporada 2013–14 da Premier League, em um jogo contra o Liverpool.
No dia 2 de outubro de 2017, Winks foi convocado para substituir o lesionado Fabian Delph na Seleção Inglesa em um jogo contra a Eslovênia.

## Títulos
Leicester City
- EFL Championship: 2023-24